# Johnny Rep
Johannes Nicolaus Rep (Zaandam, Holanda Septentrional, 25 de noviembre de 1951) es un exjugador neerlandés de fútbol. Tiene el récord de goles para la Selección Neerlandesa en la Copa del Mundo, con 7 anotaciones.
Jugó como delantero derecho en la Selección Neerlandesa en las Copas Mundiales de 1974 y de 1978. Marcó el gol del triunfo para el AFC Ajax contra el Juventus F.C. en la final de Liga de Campeones de la UEFA jugada en Belgrado.

## Trayectoria
| Club             | País         | Periodo   |
| ---------------- | ------------ | --------- |
| AFC Ajax         | Países Bajos | 1971-1975 |
| Valencia CF      | España       | 1975-1977 |
| SC Bastia        | Francia      | 1977-1979 |
| AS Saint-Étienne | Francia      | 1979-1983 |
| FC Zwolle        | Países Bajos | 1983-1984 |
| Feyenoord        | Países Bajos | 1984-1986 |
| HFC Haarlem      | Países Bajos | 1986-1987 |

## Participaciones en la Copa del Mundo
| Mundial                        | Sede                | Resultado  | Partidos | Goles |
| ------------------------------ | ------------------- | ---------- | -------- | ----- |
| Copa Mundial de Fútbol de 1974 | Alemania Occidental | Subcampeón | 7        | 4     |
| Copa Mundial de Fútbol de 1978 | Argentina           | Subcampeón | 7        | 3     |

## Participaciones en la Eurocopa
| Eurocopa      | Sede       | Resultado     | Partidos | Goles |
| ------------- | ---------- | ------------- | -------- | ----- |
| Eurocopa 1976 | Yugoslavia | Tercer lugar  | 2        | 0     |
| Eurocopa 1980 | Italia     | Primera ronda | 3        | 1     |

## Palmarés

### Como jugador

#### Torneos nacionales
| Título     | Club          | País         | Año  |
| ---------- | ------------- | ------------ | ---- |
| Eredivisie | AFC Ajax      | Países Bajos | 1972 |
| Eredivisie | AFC Ajax      | Países Bajos | 1973 |
| Ligue 1    | Saint-Étienne | Francia      | 1981 |

#### Torneos internacionales
| Título                       | Club     | País      | Año  |
| ---------------------------- | -------- | --------- | ---- |
| Liga de Campeones de la UEFA | AFC Ajax | Róterdam  | 1972 |
| Supercopa de Europa          | AFC Ajax | Ámsterdam | 1972 |
| Copa Intercontinental        | AFC Ajax | Ámsterdam | 1972 |
| Liga de Campeones de la UEFA | AFC Ajax | Belgrado  | 1973 |
| Supercopa de Europa          | AFC Ajax | Ámsterdam | 1973 |